# 고종실록
《고종통천융운조극돈륜정성광의명공대덕요준순휘우모탕경응명입기지화신열외훈홍업계기선력건행곤정영의홍휴수강문헌무장인익정효태황제실록》(高宗統天隆運肇極敦倫正聖光義明功大德堯峻舜徽禹謨湯敬應命立紀至化神烈巍勳洪業啓基宣曆乾行坤定英毅弘休壽康文憲武章仁翼貞孝太皇帝實錄), 간단히 《고종실록》(高宗實錄)은 일제강점기에 편찬된 실록이다. 표지에는 《고종태황제실록》(高宗太皇帝實錄)으로 인쇄했다. 일본 제국의 치하에서 이왕직(李王職) 주관 아래에 편찬되었기 때문에 《조선왕조실록》의 일부분으로 인정하지 않는 견해가 지배적이다.

## 개요
1863년 음력 12월 8일(양력 1864년 1월 16일) 철종 승하부터 1907년 7월 19일 순종에게 대리청정 조칙을 내리지기까지 일을 기록했다. 분량은 52권 52책(목록 4권 4책). 편찬 시기는 1927년 4월 1일부터 1935년 3월 31일까지이다. 실록 편찬의 실질적인 총책임은 경성제국대학 교수 오다 쇼고(小田省吾)가 맡았다. 실록 원고는 이왕직 장관의 결재를 거쳐 간행됐다. 

## 편찬위원
| 담당               | 명단 |
| ------------------ | --- |
| 위원장             | 시노다 지사쿠(篠田治策) |
| 부위원장           | 이항구(李恒九) |
| 감수위원           | 오다 쇼고(小田省吾) · 정만조(鄭萬朝) · 박승봉(朴勝鳳) · 나리타 세키나이(成田碩內) · 김명수(金明秀) · 서만순(徐晩淳)                            |
| 편찬위원           | 서상훈(徐相勛) · 남규희(南奎熙) · 이명상(李明翔) · 조경구(趙經九) · 홍종한(洪鍾瀚) · 권순구(權純九)                                            |
| 사료 수집위원      | 박주빈(朴胄彬) · 이원승(李源昇) · 이능화(李能和) · 기쿠치 겐조(菊池謙讓)                                                                       |
| 서무위원           | 스에마쓰 구마히코(末松熊彦) · 시가 노부미쓰(志賀信光)                                                                                          |
| 회계위원           | 사토 아키미치(佐藤明道) |
| 감수 보조위원      | 김석빈(金碩彬) · 에하라 요시쓰치(江原善椎) · 김녕진(金寧鎭) · 최규환(崔奎煥)                                                                   |
| 편찬 보조위원      | 하마노 쇼타로(濱野鐘太郞) · 이병소(李秉韶) · 이풍용(李豐用) · 미즈바시 후쿠히코(水橋復比古) · 이준성(李準聖) · 김병명(金炳明) · 홍명기(洪明基) |
| 사료 수집 보조위원 | 기타지마 고조(北島耕造) |